# 森岡朋奈
森岡 朋奈（もりおか ともな、1994年6月3日 - ）は、ストレイドッグプロモーション所属の女優、モデル、グラビアアイドルである。

## 来歴・人物
- 東京都出身で、身長は158センチメートル、血液型はA型である。「ともにゃん」の愛称で親しまれている。
- 演出家で映画監督の森岡利行[1]が父で、スターダストプロモーションのタレント森岡里世[2]は妹である。メキシコシティオリンピックボクシング競技バンタム級銅メダリストの森岡栄治は父方の大叔父にあたる。
- 2006年に第11回全日本国民的美少女コンテストで本選出場を機にオスカーと契約した。父が代表を務めるストレイドッグの舞台に出演する機会が多い。
- 絵を描くことと詩を書くことを趣味に、ピアノとバレエが特技としている。
- 2018年3月3日、よしもとクリエイティブ・エージェンシー所属のお笑いコンビ・初恋タローのこうすけと結婚。2018年8月2日長女誕生。
- 2024年4月16日のXでオスカープロモーションを退所し、ストレイドッグプロモーションとエージェント契約を結んだ[3]。

## 主な出演代表作

### テレビ
- 未来講師めぐる （2008年）
- 帝王 （2009年）- 原田彩花 役
- ハンチョウ〜警視庁安積班〜 第5話（2012年5月7日、TBS系）
- 孤独のグルメ Season4 第11話（2014年9月17日、テレビ東京）- 2人客女性 役

### 映画
- 新悲しきヒットマン
- 問題のない私たち （2004年）
- 子猫の涙 （2008年）
- 櫻の園 （2008年）- 栗原奈緒 役
- 忍道 -SHINOBIDO-
- リンキング・ラブ（2017年）- 小谷ミナ代 役
- Starting Over（2023年）[4]

### 舞台
- STRAYDOG Presents#7「カノン」（【東京公演】1998年9月30日-10月4日、新宿シアターモリエール、【大阪公演】1998年10月30日-11月1日、一心寺シアター）
- STRAYDOG 「想いは3000回の夜を越えて」（2003年）
- STRAYDOG LEMON'S COMPANY「Better Days」（2004年4月3日-4日、スタジオはるか）
- STRAYDOG LEMON'S COMPANY「GIRL on girl」（2005年）
- STRAYDOG 流星金魚「松風プラネタリウム」（2006年1月17日-22日、新宿サンモールスタジオ）
- STRAYDOG Spirit's「心は孤独なアトム」（2010年1月12日-17日、シアター代官山）
- STRAYDOG Produce「問題のない私たち」（2011年8月9日-14日、テアトルBONBON）
- STRAYDOG Seedling「レディ・ゴー!」（2011年11月2日 - 6日、GEKIBA）
- STRAYDOG Produce「問題のない私たち」（2012年4月6日-8日、座・高円寺）
- STRAYDOG Produce「へなちょこヴィーナス」（2012年9月11日-16日、テアトルBONBON）
- 道頓堀ZAZAプロデュース「へなちょこヴィーナス」（2013年3月20日-24日、道頓堀ZAZA HOUSE）
- 創造集団 生活向上委員会 第27回公演「MUSASHI」（2013年4月10日-14日、池袋シアターグリーンBOX in BOX THEATER）
- STRAYDOG Produce「心は孤独なアトム」（2013年10月3日 - 6日、シアターグリーン BIG TREE THEATER／10月25日 - 27日、大阪市立芸術創造館） - 原子（アトム） 役
- OSAKA STRAYDOG「心は孤独なアトム」（2013年10月24日 - 27日、大阪市立芸術創造館） - 主演：アヤコ 役
- STRAYDOG Produce「悲しき天使」（2013年11月28日 - 12月1日、SPACE107） - 恵利 役
- STRAYDOG Produce「心は孤独なアトム」（2014年2月5日 - 9日、シアターグリーン BIG TREE THEATER） - 主演：アヤコ 役
- 演劇ユニットN.A.S.「花や・・・蝶や・・・」（2014年4月9日 - 13日、東京芸術劇場 シアターイースト）
- NO-STyLe-GArden〜ノスタルジア〜第5回公演「昼下がりにみた夢は・・・」（2014年5月14日 - 17日、劇場MOMO）[5]
- Air studioプロデュース「GO,JET!GO!GO! vol.4〜Last Dance For Me!Me!Meee!〜」（2014年9月25日 - 10月6日、アクアスタジオ） - 美月 役[6]
- 創造集団 生活向上委員会　第31回公演「BAR 月下美人」（2014年10月30日 - 11月3日、萬劇場） - 三女・まこ 役
- STRAYDOG 第23回本公演「純平、考え直せ」（2014年11月28日 - 30日、紀伊國屋ホール）[7] - カオリ 役
- 萬屋錦之助一座"ざ☆よろきん" 二〇一五年 新春三館同時本公演「吉原万灯」(2015年1月4日 - 11日、シアターグリーン BIG TREE THEATER）[8] - 白玉 役
- Air studioプロデュース　Act Drive「PERDEATHCA.TV」（2015年2月7日 - 11日、アクアスタジオ）
- た組。異能怪談的公演「誕生日、黒いからすは死にませんでした」（2015年3月4日 - 8日、仙行寺・本堂） - 主演
- Air studioプロデュース　Act Drive「PERDEATHCA.TV」（2015年4月11日 - 15日、アクアスタジオ）
- 創造集団 生活向上委員会 第32回公演「オルガンズ〜おんな赤ひげ奮闘記〜」（2015年5月20日 - 24日、銀座 博品館劇場） - 北条利華 役
- FPアドバンスプロデュース公演「あかい、くつ。」（2015年7月17日 - 20日、ザムザ阿佐ヶ谷） - 主演：麻耶 役
- 劇団た組。番外公演「楽屋～流れ去るものはやがてなつかしき～」（2016年1月20日 - 24日、LIVESTAGE hodgepodge）
- 新宿梁山泊 唐十郎追悼特別公演「風のほこり」（2024年12月26日 - 29日、芝居砦・満天星）[9]
- Project Nyx 第28回公演 女歌舞伎「新雪之丞変化」（2025年3月4日 - 13日、下北沢ザ・スズナリ）[10]
- 新宿梁山泊 第79回公演 唐十郎初期作品連続上演「愛の乞食」「アリババ」（2025年5月1日 - 25日、花園神社 境内 特設紫テント）[11]

### CM
- UL・OS(ウル・オス)  リフレッシュシート三村編
- Supercell ヘイ・デイ「ケーキ篇」（2014年10月 - ）

### DVD
- 朋奈・11歳 （2006年2月24日、ぶんか社）
- ともなの恋 （2015年9月18日、イーネットフロンティア）
- キレイなお姉さん（2016年2月25日、エアーコントロール）